# Caletodraco
Caletodraco — рід динозаврів з пізньої крейди (сеноману) Пеї-де-Ко, Франція. Типовий вид — Caletodraco cottardi. Він є першим остаточно визначеним фурілевзавром за межами Південної Америки. 

## Відкриття та найменування
Зразок голотипу (MHNH 2024.1.1.1.) був виявлений Ніколасом Коттардом під час двох окремих експедицій у 2021 і 2023 роках, і він включає крижову кістку, неповну клубову кістку, перший хвостовий хребець і різні погано збережені кістки, можливо, ребра. Зуб, знайдений в тому самому місці, може належати тому ж таксону або хижаку чи падальнику.
Caletodraco був описаний як новий рід і вид абелізавридів у 2024 році. Родова назва Caletodraco поєднує назву калетів, кельтського племені, яке жило на території навколо типового населеного пункту в Нормандії, Франція, з латинським draco, що означає «дракон». Видова назва на честь Ніколя Коттара, який знайшов зразок і пожертвував його Музею природної історії Гавра.

## Опис
Голотип Caletodraco схожий за загальним розміром на відповідні кістки Skorpiovenator. Клубова кістка обох таксонів має розміри приблизно 70 сантиметрів, а довжина першого центру хвостового хребця становить приблизно 10 сантиметрів. Оскільки Skorpiovenator відомий за досить повним скелетом із приблизною загальною довжиною 6 метрів, можна припустити, що Caletodraco був подібним за розміром. Форма поперечного відростка на хвостовому хребці є аутапоморфією, що відрізняє Caletodraco від усіх інших абелізаврид.

## Класифікація
Caletodraco був віднесений його описувачами до субкладу абелізаврид Furileusauria. Це робить його одним із найдавніших відомих фурілевзаврів, можливо, разом із генозавром ранньої крейди у Франції. Це свідчить про більш складну біогеографію європейських абелізаврів, ніж передбачалося раніше.